# 桔餅

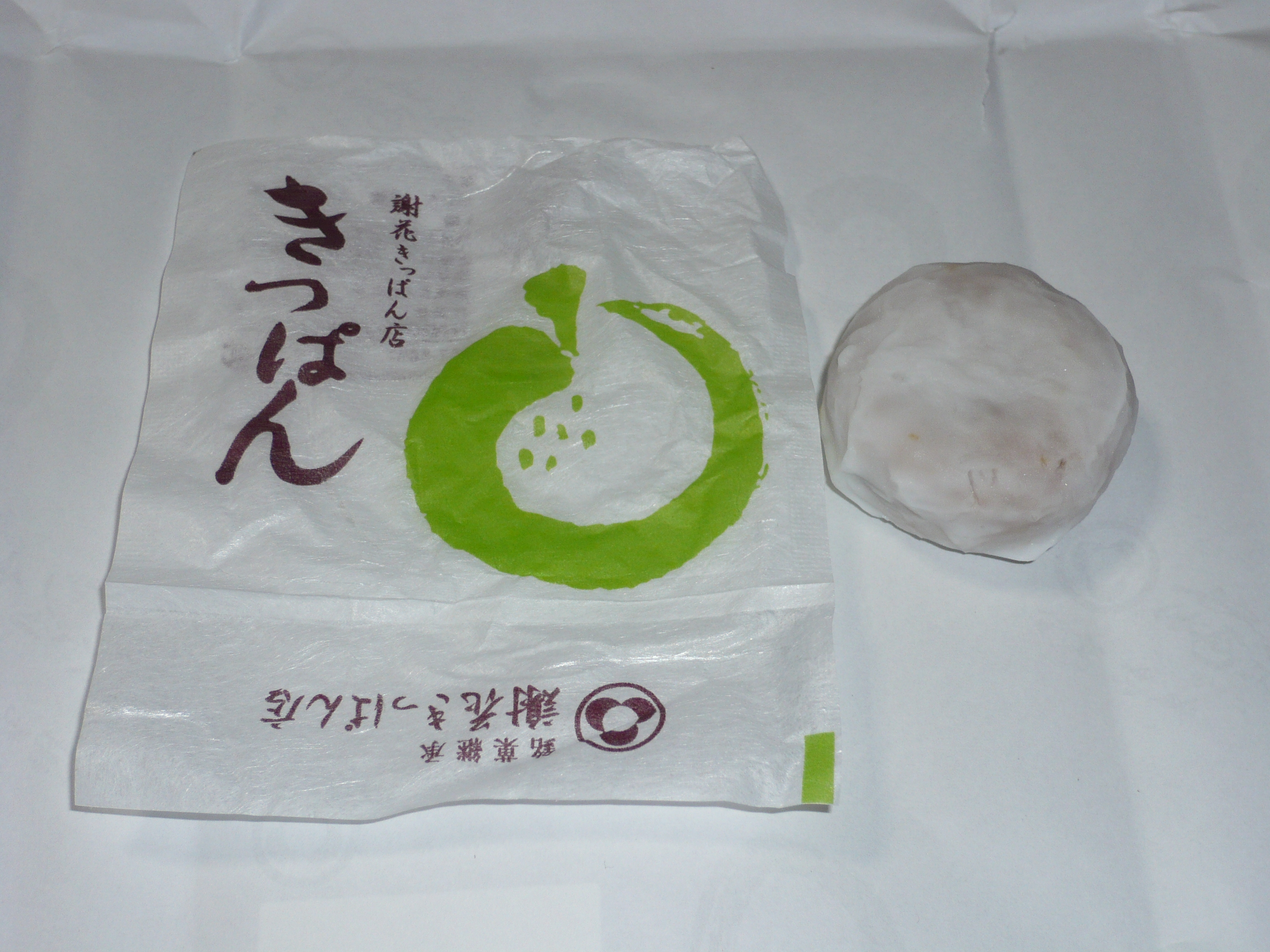
桔餅

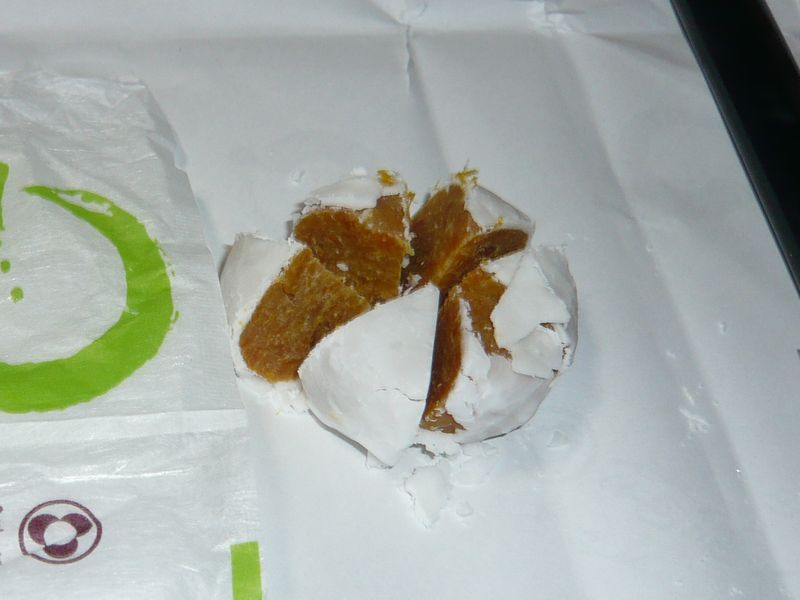
桔餅の中身

桔餅（橘餅、きっぱん）は、沖縄県の菓子の名称。「ちっぱん」ともいう。読み方は「きっぱん」の方が古くからある読み方とされる。

## 概要
クニブ（九年母 クネンボ）やカーブチーなどの柑橘類の実を砂糖でじっくりと煮詰め、砂糖の衣で覆ったものである。琉球王朝期の1731年ごろに中国から伝来したものとされ、王家でしか伝承されていなかった。後に、謝花家が伝統を受け継ぎ、戦前から製造を始めた。
闘鶏餃や鶏卵糕の材料にも用いられている。王朝期は実の形を残して種と果汁を捨てて砂糖の衣を使用していなかったが、いつしか用いられるようになった。サーターアンダーギー、ちんすこう、鶏卵糕とおなじ中国の影響の濃い菓子である。

## 作り方
実の表面を剥き、果汁を搾って皮を細かく刻む。そのあと長時間砂糖で煮詰めて、直径5センチ程度の餅状に丸めて乾燥させる。仕上げに真っ白な砂糖で表面を覆う。